# 19. ceremonia wręczenia Orłów
19. ceremonia wręczenia Orłów za rok 2016, odbyła się 20 marca 2017 roku w Teatrze Polskim w Warszawie. Galę wręczenia nagród poprowadziła po raz drugi Grażyna Torbicka.
Ogłoszenie nominacji nastąpiło 7 lutego 2017 roku. Polskie Nagrody Filmowe zostały wręczone w 19 kategoriach. Po raz pierwszy ceremonia nie była transmitowana przez Telewizję Polską a przez telewizję Canal+. 
Do tej edycji Orłów kandydowało 51 polskich filmów (oraz ich twórcy), które w okresie od 1 stycznia do 31 grudnia 2016 roku, były filmami kinowymi trwającymi co najmniej 70 minut oraz były wyświetlane przynajmniej przez tydzień na otwartych, płatnych pokazach. W kategorii Najlepszy Film Dokumentalny członkowie Akademii wybierali spośród 92 filmów a w kategorii serial fabularny w konkursie startowało 10 seriali.

## Laureaci i nominowani
Laureaci nagród są wyróżnieni wytłuszczeniem

### Najlepszy film
- Wojciech Smarzowski – Wołyń
  - Maciej Pieprzyca – Jestem mordercą
  - Jan P. Matuszyński – Ostatnia rodzina

### Najlepszy film europejski
(Kraj produkcji • Reżyser – Film)
- • László Nemes – Syn Szawła
  -   • Stephen Frears – Boska Florence
  -    • Ken Loach – Ja, Daniel Blake

### Najlepszy film dokumentalny
- Anna Zamecka – Komunia
  - Wojciech Staroń – Bracia
  - Karolina Bielawska – Mów mi Marianna

### Najlepszy filmowy serial fabularny
- Łukasz Palkowski – Belfer
  - Monika Strzępka – Artyści
  - Wojciech Adamczyk – Ranczo

### Najlepsza reżyseria
- Wojciech Smarzowski – Wołyń
  - Maciej Pieprzyca – Jestem mordercą
  - Jan P. Matuszyński – Ostatnia rodzina

### Najlepszy scenariusz
- Robert Bolesto – Ostatnia rodzina
  - Maciej Pieprzyca – Jestem mordercą
  - Wojciech Smarzowski – Wołyń

### Najlepsza główna rola kobieca
- Aleksandra Konieczna – Ostatnia rodzina
  - Michalina Łabacz – Wołyń
  - Dorota Kolak – Zjednoczone stany miłości

### Najlepsza główna rola męska
- Andrzej Seweryn – Ostatnia rodzina
  - Mirosław Haniszewski – Jestem mordercą
  - Arkadiusz Jakubik – Wołyń

### Najlepsza drugoplanowa rola kobieca
- Agata Kulesza – Jestem mordercą
  - Agata Buzek – Niewinne
  - Izabela Kuna – Wołyń

### Najlepsza drugoplanowa rola męska
- Arkadiusz Jakubik – Jestem mordercą
  - Dawid Ogrodnik – Ostatnia rodzina
  - Jacek Braciak – Wołyń

### Najlepsze zdjęcia
- Piotr Sobociński jr. – Wołyń
  - Paweł Dyllus – Jestem mordercą
  - Jerzy Zieliński – Letnie przesilenie
  - Kacper Fertacz – Ostatnia rodzina

### Najlepsza muzyka
- Mikołaj Trzaska – Wołyń
  - Bartłomiej Gliniak – Na granicy
  - Maciej Zieliński – Sługi boże

### Najlepsza scenografia
- Marek Zawierucha – Wołyń
  - Joanna Wójcik – Jestem mordercą
  - Joanna Macha – Niewinne
  - Jagna Janicka – Ostatnia rodzina

### Najlepsze kostiumy
- Wanda Kowalska, Paweł Grabarczyk, Magdalena Rutkiewicz-Luterek, Agata Drozdowska – Wołyń
  - Aleksandra Staszko – Baby Bump
  - Emilia Czartoryska – Ostatnia rodzina

### Najlepszy montaż
- Paweł Laskowski – Wołyń
  - Leszek Starzyński – Jestem mordercą
  - Agnieszka Glińska, Anna Zamecka, Wojciech Janas – Komunia
  - Dorota Wardęszkiewicz – Wszystkie nieprzespane noce
  - Beata Walentowska – Zjednoczone stany miłości

### Najlepszy dźwięk
- Katarzyna Dzida-Hamela, Jacek Hamela – Wołyń
  - Marek Wronko – #WszystkoGra
  - Andrzej Lewandowski, Małgorzata Lewandowska – Sprawiedliwy

### Odkrycie roku
- Jan P. Matuszyński − Ostatnia rodzina (Reżyseria)
  - Anna Zamecka – Komunia (Reżyseria)
  - Michalina Łabacz – Wołyń (Rola kobieca)

### Nagroda za osiągnięcia życia
- Sylwester Chęciński (nagroda przyznana 7 marca 2017)

### Nagroda Publiczności
- Wojciech Smarzowski – Wołyń
  - Maciej Pieprzyca – Jestem mordercą
  - Jan P. Matuszyński – Ostatnia rodzina

## Podsumowanie liczby nominacji
(Ograniczenie do dwóch nominacji)

14: Wołyń
10: Ostatnia rodzina
9: Jestem mordercą
3: Komunia
2: Niewinne

## Podsumowanie liczby nagród
(Ograniczenie do dwóch nominacji)

9: Wołyń
4: Ostatnia rodzina
2: Jestem mordercą